# Challes, Sarthe

Challes este o comună în departamentul Sarthe, Franța. În 2009 avea o populație de 1,188 de locuitori.